# Catherine Guillot
ʽCatherine Guilllot’ est un cultivar de rosier obtenu en 1857 et mis au commerce en 1860 par le rosiériste lyonnais Jean-Baptiste Guillot fils. Il est issu d'un semis de 'Louise Odier' et rend hommage à l'épouse de l'obtenteur. Il ne doit pas être confondu avec 'Souvenir de Catherine Guillot' (rosier thé, Guillot, 1895) de couleur rose saumoné à fond orange.

## Description
Ce rosier Bourbon présente un arbuste rustique et vigoureux au feuillage cuivré atteignant 120 cm (plus en climat méditerranéen). Ses fortes épines sont en forme d'alêne. Ses fleurs sont rose foncé carminé à tendance pourpre, très doubles en coupe pleine et fortement parfumées,. La floraison est remontante. Ses fruits sont orange et ovoïdes.
Il résiste à des températures de l'ordre de -15° C. La couleur de ses fleurs forme un contraste frappant dans les jardins, c'est pourquoi, en plus de son parfum, cette variété est toujours appréciée dans les mixed-borders et les plates bandes.
Ses fleurs tiennent bien en vase. Il doit être taillé aux deux tiers avant la fin de l'hiver.